# Ure (Yorkshire)
 (juillet 2014).
Si vous disposez d'ouvrages ou d'articles de référence ou si vous connaissez des sites web de qualité traitant du thème abordé ici, merci de compléter l'article en donnant les références utiles à sa vérifiabilité et en les liant à la section « Notes et références ».
Pour les articles homonymes, voir Ure.
La Ure est une rivière du Yorkshire du Nord. Longue de 119 km, elle correspond au cours supérieur de l'Ouse.

## Cours
La Ure prend sa source au lieu-dit « Ure Head » et traverse le Wensleydale, l'un des Yorkshire Dales. Elle change de nom quelques kilomètres en aval de son confluent avec la Swale et devient l'Ouse.